# 야외 성교

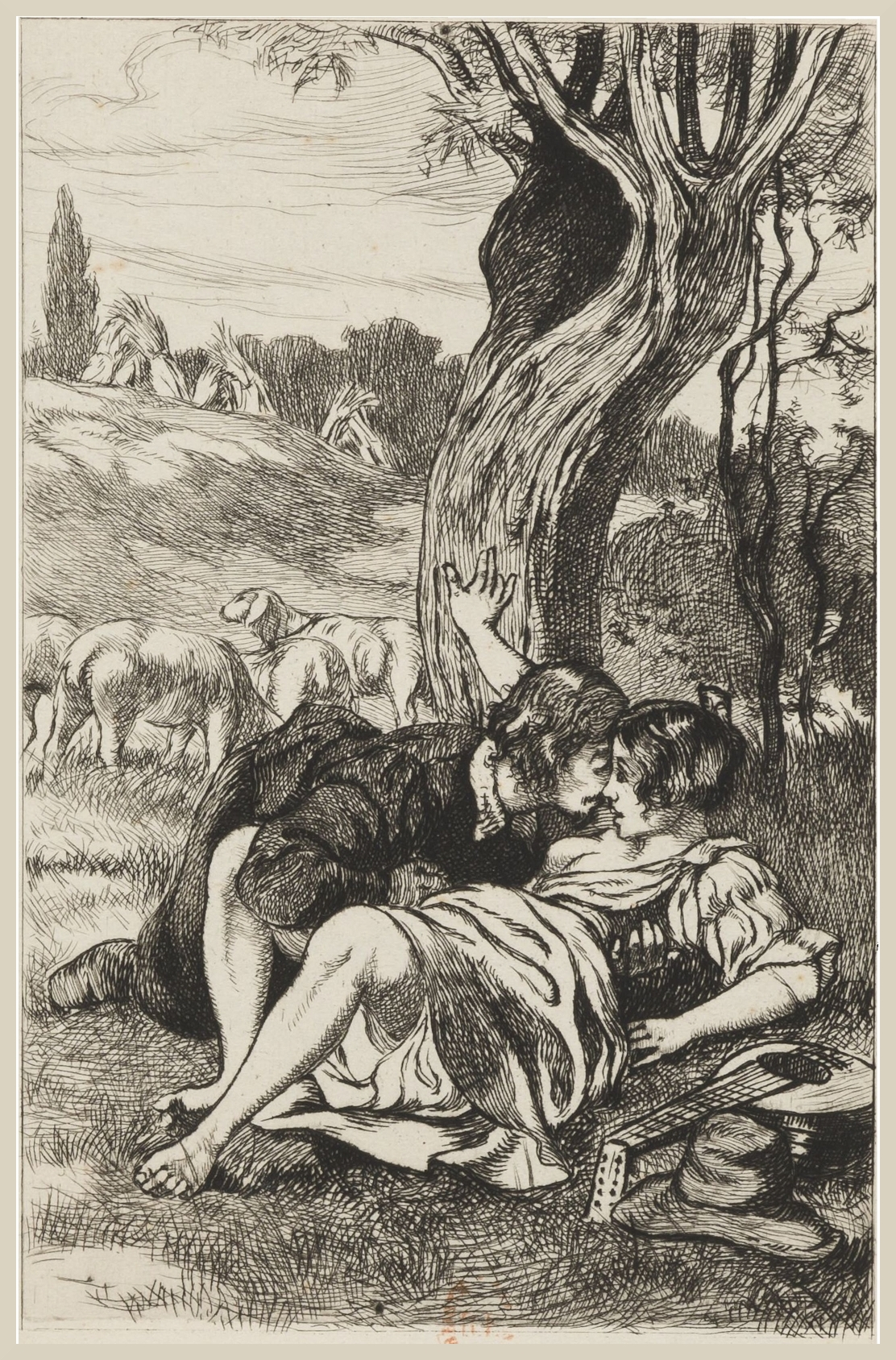
Martin van Maële의 작품 Francion 15은 실외에서 전희를 하는 커플을 그리고 있다.

야외 성교(野外性交)는 실외에서 하는 성행위를 의미한다. 주로 공원이나 차, 주차장에서 하기도 한다.

## 같이 보기
- 노출증
- 애정 표현